# شبكة المؤسسة الوطنية للعلوم
كانت شبكة المؤسسة الوطنية للعلوم (NSFNET) برنامجًا من المشاريع المنسقة والمتطورة برعاية مؤسسة العلوم الوطنية (NSF) من عام 1985 إلى عام 1995 لتعزيز البحث المتقدم وشبكات التعليم في الولايات المتحدة. أنشأ البرنامج العديد من شبكات الكمبيوتر الأساسية في جميع أنحاء البلاد لدعم هذه المبادرات. تم إنشاؤه في البداية لربط الباحثين بمراكز الحوسبة الفائقة التي تمولها NSF ، من خلال المزيد من التمويل العام وشراكات الصناعة الخاصة التي تطورت إلى جزء رئيسي من العمود الفقري للإنترنت.
سمحت مؤسسة العلوم الوطنية للوكالات الحكومية والجامعات فقط باستخدام الشبكة حتى عام 1989 عندما ظهر أول مزود خدمة إنترنت تجاري. بحلول عام 1991 ، أزالت NSF القيود المفروضة على الوصول ونمت الأعمال التجارية بسرعة لمزودي خدمة الوصول للانترنت.

## التاريخ
بعد نشر شبكة علوم الكمبيوتر (CSNET) ، وهي شبكة توفر خدمات الإنترنت لأقسام علوم الكمبيوتر الأكاديمية ، في عام 1981 ، تهدف مؤسسة العلوم الوطنية الأمريكية (NSF) إلى إنشاء شبكة بحث أكاديمي تسهل وصول الباحثين إلى مراكز الحوسبة الفائقة بتمويل من NSF في الولايات المتحدة.
في عام 1985 ، بدأت NSF في تمويل إنشاء خمسة مراكز جديدة للحوسبة الفائقة:
- مركز جون فون نيومان في جامعة برينستون
- مركز سان دييغو للكمبيوتر العملاق (SDSC) في حرم جامعة كاليفورنيا ، سان دييغو (UCSD)
- المركز الوطني لتطبيقات الحوسبة الفائقة (NCSA) في جامعة إلينوي في أوربانا شامبين
- مركز نظرية كورنيل في جامعة كورنيل
- مركز بيتسبرغ للحوسبة الفائقة (PSC) ، وهو جهد مشترك بين جامعة كارنيجي ميلون وجامعة بيتسبرغ وويستنغهاوس

أيضا في عام 1985 ، تحت قيادة دينيس جينينغز ، أنشأت NSF شبكة مؤسسة العلوم الوطنية (NSFNET). كان من المفترض أن تكون NSFNET شبكة بحثية للأغراض العامة ، ومركزًا لربط المراكز الخمسة للحوسبة الفائقة جنبًا إلى جنب مع المركز الوطني لأبحاث الغلاف الجوي (NCAR) الممول من NSF ببعضها البعض وشبكات البحث والتعليم الإقليمية التي ستقوم بدورها بربط الحرم الجامعي شبكات. باستخدام بنية الشبكة الثلاثية الطبقات هذه ، ستوفر NSFNET إمكانية الوصول بين مراكز الكمبيوتر العملاقة والمواقع الأخرى عبر الشبكة الأساسية دون تكلفة على المراكز أو الشبكات الإقليمية باستخدام بروتوكولات TCP / IP